# 98 Octanas
98 Octanas (Portugiesisch für: 98 Oktan) ist ein Roadmovie des portugiesischen Regisseurs Fernando Lopes aus dem Jahr 2006.
Der Film ist, nach Lá Fora (2004) und vor Os Sorrisos do Destino (2009), der mittlere Film einer inoffiziellen Trilogie des Regisseurs, in der er die Formen der Einsamkeit des modernen Menschen in einer zunehmend von Technologie und materiellem Wohlstand dominierten Gesellschaft thematisiert. Hier finden zwei sehr verschiedene Charaktere am Ende zu einer bedingungslosen Liebe zueinander, und damit zu einer gemeinsamen Flucht aus ihrer jeweiligen Ausweglosigkeit heraus, weg von den sie einengenden Bedrohungen, Normen und Verpflichtungen.

## Inhalt
Die junge, gleichermaßen rebellische wie poetische Maria lernt auf einer Raststätte der vielbefahrenen Autobahn A1 zwischen Lissabon und Porto den einsilbigen, müde und allein fahrenden älteren Dinis kennen. Nahezu mittellos, steigt sie kurzerhand zu ihm ins Auto und sie fahren ohne viele Erklärungen zusammen weiter.
Zwischen Autobahnrastplätzen und Nebenstraßen, Stopps in der Natur und nächtlichen Hotels kommen sich die beiden verschiedenen, aber gleichermaßen verlorenen Seelen näher. Phasen der Stille und der hitzigen Unterhaltungen wechseln sich ab, sie teilen und verheimlichen sich Geheimnisse ihrer gebrochenen familiären Biografien, und dazwischen führt Dinis immer wieder geheimnisvolle kurze Telefonate.
Die abwechselnd aufbrausende und verloren wirkende Maria möchte, dass der abgeklärte und undurchsichtige Dinis sie zu ihrer Großmutter fährt, zu der sie sich seit langem zurück sehnt. Sie erleben heikle Situationen und poetische Momente, Phasen der Harmonie und des Streits, bis Dinis von Gangstern, die ihn versteckt verfolgen, plötzlich aufgespürt und zusammengeschlagen wird.
Bei einem altersmilden Mafioso in einem archaischen Dorf ersteht Dinis nachts einen falschen Ausweis zur Vorbereitung seiner Flucht aus seinem bisherigen Leben, und sie fahren weiter bis zum Dorf ihrer Großmutter. Sie kommen durch immer ländlichere Gegenden, werden sich dabei immer vertrauter und besprechen ihren gemeinsamen Auftritt bei Marias Großmutter.
Als sie dort ankommen, muss Dinis allein hineingehen. Er unterhält sich mit der Großmutter, bis Maria mit ihrer Großmutter auf dem Sofa sitzt und Dinis sie beide allein lässt. Später sitzen alle drei am Esstisch und die Großmutter serviert ihre von Maria so sehnsüchtig erwartete Hausmannskost. Maria erlebt vertraute Momente mit ihrer Großmutter, die ihr einige Geheimnisse über ihr vergangenes Liebesleben verrät, und die beiden tanzen danach, hübsch zurecht gemacht, vor Dinis.
Am anderen Morgen verlassen Maria und Dinis die Großmutter und fahren weiter. Maria fragt Dinis, wohin sie fahren, und er antwortet, sie führen weit weg. Als sie fragt, wo dies sei, antwortet er, es sei nicht weit. So fahren sie aus dem Bild in die Weite hinaus.

## Rezeption
Der Film feierte am 24. Mai 2006 Premiere bei den Internationalen Filmfestspielen von Cannes 2006. Er lief danach auf weiteren internationalen Filmfestivals, darunter das Torino Film Festival 2006 und das brasilianische CinePort-Filmfestival 2007
Am 14. September 2009 kam der Film in die portugiesischen Kinos wo er mit 2.996 verkauften Tickets kein breites Publikum, sondern vor allem an Filmkunst interessierte Zuschauer erreichte.
98 Octanas erschien 2007 in Portugal bei Atalanta Filmes als DVD.

## Musik
Bernardo Sassetti unterstrich mit seiner atmosphärischen Filmmusik hier wirkungsvoll die losgelöste, die inneren Gefühlswelten stellenweise nur andeutende Stimmung des Films.
Seine reduzierte, an gefühlsintensiven Zwischentönen reiche Jazzmusik, von Piano und Bass dominiert, wird nur in zwei Szenen von anderen Liedern abgelöst. So überrascht der abgeklärte Dinis Maria, als er plötzlich den nostalgisch gefühlvollen Bolero Sabor a Mí der Gruppe Los Panchos im Auto einlegt und sie damit zum Träumen anregt. Und als Maria und ihre hübsch zurechtgemachte Großmutter in das Wohnzimmer kommen, wo Dinis im abendlichen Fernsehprogramm einem Tanzwettbewerb zusieht, bringt das dort gerade gespielte, weltbekannte Sambastück Canta Canta, Minha Gente von Martinho da Vila die beiden dazu, vor dem Tanzmuffel Dinis zu tanzen.